# Win This Record
Win This Record är ett musikalbum av David Lindley & El Rayo-X som utgavs 1982 på skivbolaget Asylum Records. Det var Lindleys andra soloalbum. Albumet förbisågs i USA där det inte nådde listplacering, men i Sverige och Norge var fallet ett helt annat. Där nådde albumet topp 10-placering på respektive lands albumlistor.

## Låtlista
(upphovsman inom parentes)
1. "Something's Got a Hold on Me" (Etta James, Leroy Kirkland, Pearl Woods) - 02:43
2. "Turning Point" (Leo Graham) - 04:45
3. "Spodie" (David Lindley) - 04:57
4. "Brother John" (Cyril Neville) - 05:50
5. "Premature" (Toots Hibbert) - 03:57
6. "Talk to the Lawyer" (David Lindley) - 04:55
7. "Make It on Time" (David Lindley) - 03:17
8. "Rock It with I" (Tony Brevitt) - 05:06
9. "Ram a Lamb a Man" (David Lindley) - 04:10
10. "Look So Good" (David Lindley) - 01:31

## Listplaceringar
- VG-lista, Norge: #4[1]
- Sverigetopplistan, Sverige: #6[2]